# 豚水疱病
豚水胞病（ぶたすいほうびょう、英:swine vesicular disease,SVD）とは豚水胞病ウイルス感染を原因とするブタの感染症。
日本では家畜伝染病予防法において法定伝染病に指定されている。なお、日本獣医学会の提言で法令上の名称が「豚水胞病」から「豚水疱病」に変更された。

## 特徴
豚水胞病ウイルスはピコルナウイルス科エンテロウイルス属に属する一本鎖+RNAウイルスであり、ヒトのコクサッキーウイルス5に類似する。症状は水疱形成および跛行を特徴とするが、病勢は弱く、不顕性感染も多い。診断にはCF反応、蛍光抗体法が用いられる。臨床的には口蹄疫、水疱性口内炎、豚水疱疹との類症鑑別が必要。